# Kristian Bøgsted
Kristian Bøgsted (født 5. november 1982 i Skive) er en dansk tjener og politiker, der siden valget i 2022 har været medlem af Folketinget for Danmarksdemokraterne i Nordjyllands Storkreds. Han er desuden tidligere byrådsmedlem i Ringkøbing-Skjern for Dansk Folkeparti.

## Biografi
Kristian Bøgsted er søn af tidligere folketingsmedlem Bent Bøgsted og Elise Risom. 
Han blev uddannet tjener fra Tjener- og Kokkeskolen i 2003 og arbejdede fra 2005 som tjener på Hotel Fjordgaarden i Ringkøbing. Fra 2010 til 2022 arbejdede han som montageformand hos Vestas i Ringkøbing.
Hans politiske karriere begyndte i 2014, da han blev valgt til byrådet i Ringkøbing-Skjern Kommune for Dansk Folkeparti. Ved kommunalvalget 2017 var han Dansk Folkepartis spidskandidat. Her sad han frem til 31. december 2021. I foråret 2022 forlod han Dansk Folkeparti og kontaktede herefter Inger Støjberg, der havde stiftet Danmarksdemokraterne for at høre, om hun ville have ham som folketingskandidat. Han blev forud for valget i 2022 opstillet for Danmarksdemokraterne i Frederikshavnkredsen. Ved valget blev han valgt som det tredje mandat i Nordjylland efter Inger Støjberg og Lise Bech.
I Folketinget er han fra 2023 dyrevelfærdsordfører, boligordfører, fiskeriordfører, indfødsretsordfører og ordfører for Færøerne.
Kristian Bøgsted er gift med Lotte Bøgsted, som han har fem børn med.